# Brian Rawling
Brian Rawling (* 1958) ist ein britischer Musikproduzent und Songschreiber.
Er ist Geschäftsführer der Verlags- und Produktionsfirma Metrophonic und produzierte bereits für Künstler wie Cher, Tina Turner, Enrique Iglesias und One Direction.
1999 erhielt er den Grammy Award für den Song Believe in der Kategorie Best Dance Recording.

## Diskografie
- 1998: Believe – Cher
- 1999: Twenty Four Seven – Tina Turner
- 1999: Enrique – Enrique Iglesias
- 2000: Lara Fabian – Lara Fabian
- 2000: Renaissance – Lionel Richie
- 2001: Human – Rod Stewart
- 2002: Soy Yo – Marta Sánchez
- 2002: Heathen – David Bowie
- 2003: Sound of the Underground – Girls Aloud
- 2006: Dreams – The Corrs
- 2008: Greatest Hits – Craig David
- 2010: What is love? – Jason Donovan[5]
- 2011: Up All Night – One Direction
- 2012: Fires – Ronan Keating
- 2013: BZ20 – Boyzone
- 2015: Colours – Blue
- 2015: Toujours un ailleurs – Anggun
- 2017: Let me Fly – Mike & the Mechanics